# Griselles (Loiret)
Pour les articles homonymes, voir Griselles.
Griselles est une commune française située dans le département du Loiret en région Centre-Val de Loire.

## Géographie

### Localisation et communes limitrophes

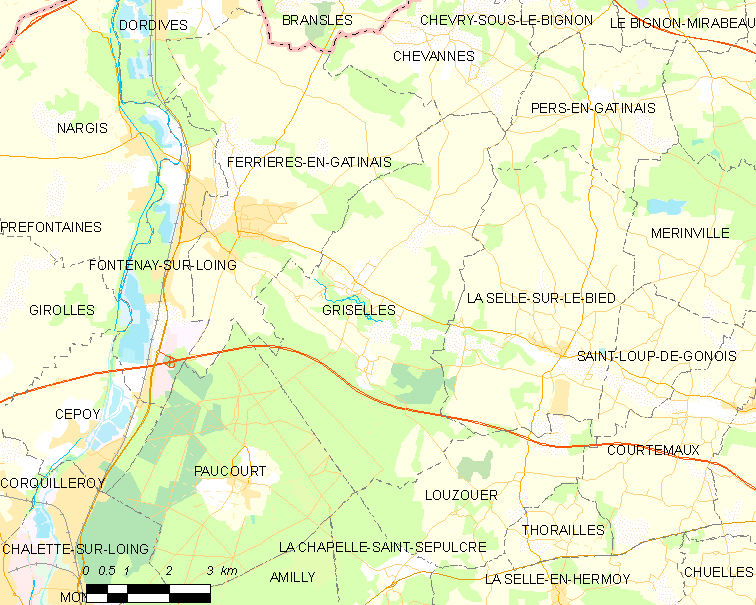
Carte de la commune de Griselles (Loiret) et des communes limitrophes

La commune de Griselles se trouve dans le quadrant nord-est du département du Loiret, dans la région agricole du Gâtinais pauvre. À vol d'oiseau, elle se situe à 71,3 km  d'Orléans, préfecture du département, à 10,9 km de Montargis, sous-préfecture, et à 3,2 km de Ferrières-en-Gâtinais, ancien chef-lieu du canton dont dépendait la commune avant mars 2015. La commune fait partie du bassin de vie de Ferrières-en-Gâtinais.
Les communes les plus proches sont : Ferrières-en-Gâtinais (3,2 km), Fontenay-sur-Loing (4,9 km), La Selle-sur-le-Bied (5,3 km), Paucourt (5,6 km), Louzouer (6,2 km), Nargis (6,4 km), Chevannes (6,6 km), La Chapelle-Saint-Sépulcre (7 km), Pers-en-Gâtinais (7,1 km) et Saint-Loup-de-Gonois (7,3 km).

### Lieux-dits et écarts

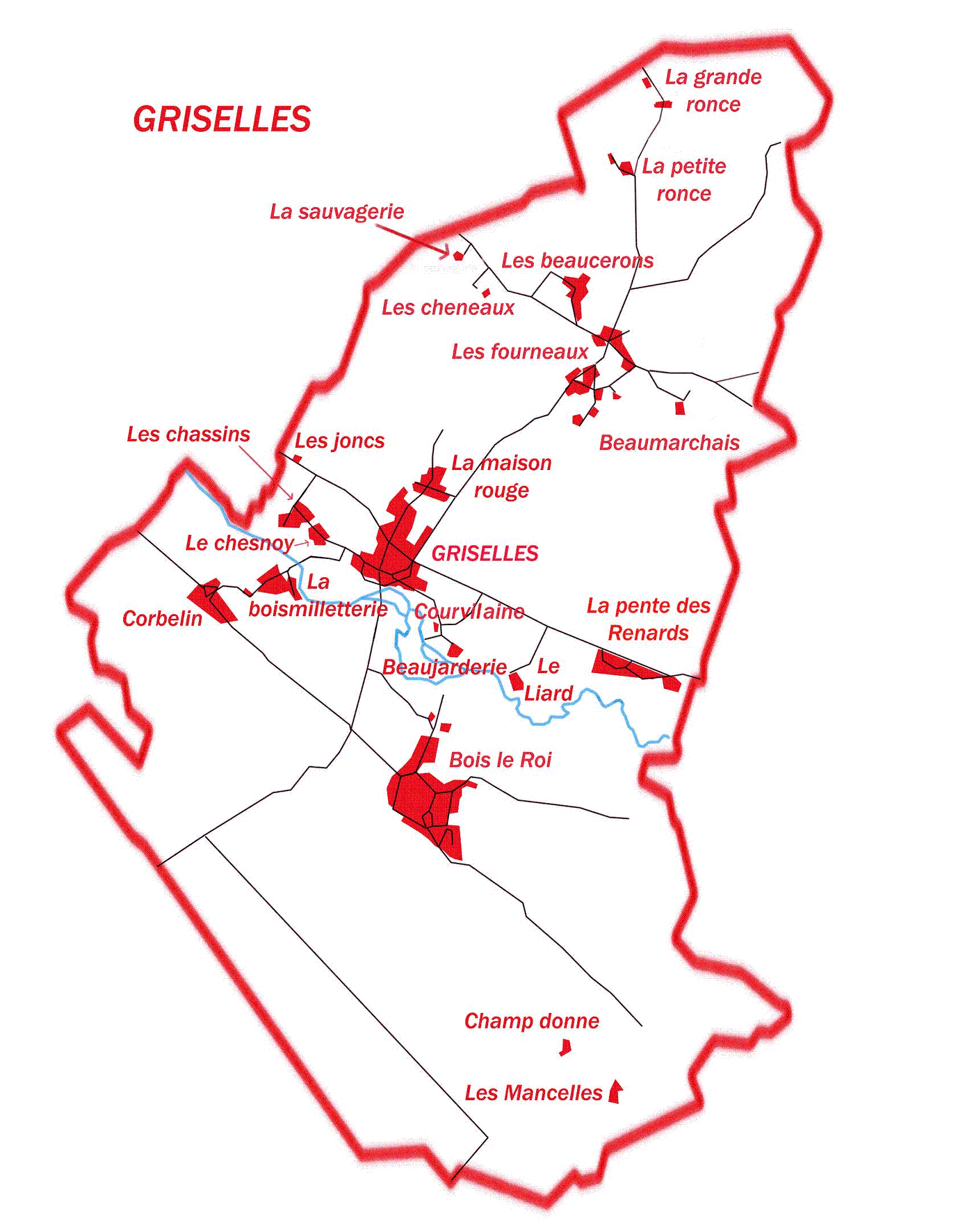
Griselles et ses hameaux.

Au nord du centre-bourg : la Grande Ronce, la Petite Ronce, la Sauvagerie, les Chêneaux, les Beaucerons, les Fourneaux, Beaumarchais ; 

à proximité du centre-bourg : les Joncs, les Chassins, la Maison Rouge, le Framage, le Chesnoy, la Boismiletterie, Corbelin, le Moulin des Aulnes, Courvilaine, Beaujarderie, le Liard, la Pente des Renards ; 

au sud du centre-bourg : Bois le Roi (qui est le plus grand des hameaux après le centre-bourg), Champ donné, les Mancelles.

### Climat
Pour des articles plus généraux, voir Climat du Centre-Val de Loire et Climat du Loiret.
En 2010, le climat de la commune est de type climat océanique dégradé des plaines du Centre et du Nord, selon une étude du CNRS s'appuyant sur une série de données couvrant la période 1971-2000. En 2020, Météo-France publie une typologie des climats de la France métropolitaine dans laquelle la commune est exposée à un climat océanique altéré et est dans la région climatique Nord-est du bassin Parisien, caractérisée par un ensoleillement médiocre, une pluviométrie moyenne régulièrement répartie au cours de l’année et un hiver froid (3 °C).
Pour la période 1971-2000, la température annuelle moyenne est de 11 °C, avec une amplitude thermique annuelle de 15,7 °C. Le cumul annuel moyen de précipitations est de 707 mm, avec 11,1 jours de précipitations en janvier et 7,3 jours en juillet. Pour la période 1991-2020, la température moyenne annuelle observée sur la station météorologique de Météo-France la plus proche, sur la commune d'Amilly à 12 km à vol d'oiseau, est de 11,7 °C et le cumul annuel moyen de précipitations est de 642,8 mm,. Pour l'avenir, les paramètres climatiques de la commune estimés pour 2050 selon différents scénarios d'émission de gaz à effet de serre sont consultables sur un site dédié publié par Météo-France en novembre 2022.

### Géologie et relief

#### Géologie
La commune se situe dans le sud du Bassin parisien, le plus grand des trois bassins sédimentaires français. Cette vaste dépression, occupée dans le passé par des mers peu profondes et des lacs, a été comblée, au fur et à mesure que son socle s’affaissait, par des sables et des argiles, issus de l’érosion des reliefs alentours, ainsi que des calcaires d’origine biologique, formant ainsi une succession de couches géologiques.
Les couches affleurantes sur le territoire communal sont constituées de formations superficielles du Quaternaire et de roches sédimentaires datant du Cénozoïque, l'ère géologique la plus récente sur l'échelle des temps géologiques, débutant il y a 66 millions d'années, et du Mésozoïque, anciennement appelé Ère secondaire, qui s'étend de −252,2 à −66,0 Ma. La formation la plus ancienne est de la craie blanche à silex remontant à la période Crétacé. La formation la plus récente est des alluvions récentes des lits mineurs remontant à l’époque Holocène de la période Quaternaire. Le descriptif de ces couches est détaillé dans  les feuilles « n°329 - Château-Landon » et « n°330 - Chéroy » de la carte géologique au 1/50 000ème du département du Loiret, et leurs notices associées,.

Carte géologique de la commune.

|  | Fz : | alluvions récentes des lits mineurs, Holocène |

|  | qOE : | Limons et Loess, Quaternaire |

|  | e7-g1CBr : | calcaires de Gien et de Briare, Éocène supérieur à Oligocène |
|  | e4PN :     | poudingue de Nemours, Paléocène-Éocène inférieur             |
|  | e4A :      | argile à faciès sparnacien, Paléocène-Éocène inférieur       |

|  | e1-4Rc : | complexe argilo-sableux à silex = argiles à silex, Paléocène-Éocène inférieur |

|  | c5Cr : | craie blanche à silex, Campanien |
|  | c4Cr : | craie blanche à silex, Santonien |

#### Relief

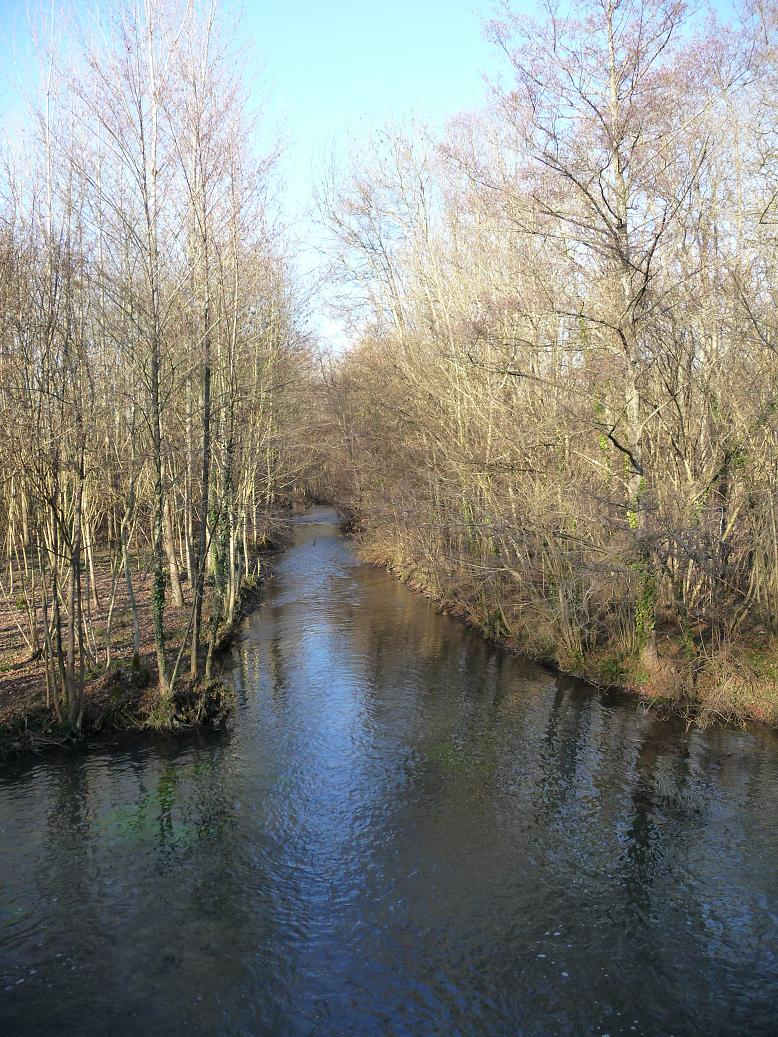
La Cléry.

Le territoire de la commune est situé sur un plateau qui s'incline légèrement vers l'ouest et la vallée du Loing.
Le point le plus haut est situé à 133 m d'altitude près de Mancelles ; l'altitude du bourg est de 108 m, le point le plus bas à 86 m d'altitude, à l'endroit où la Cléry dans la commune voisine de Ferrières-en-Gâtinais.
La superficie cadastrale de la commune publiée par l’Insee, qui sert de références dans toutes les statistiques, est de 30,32 km2,. La superficie géographique, issue de la BD Topo, composante du Référentiel à grande échelle produit par l'IGN, est quant à elle de 30,11 km2. Son relief est relativement plat puisque la dénivelée maximale atteint 20 mètres. L'altitude du territoire varie entre 87 m et 107 m.

### Hydrographie
La commune est traversée par une seule rivière la Cléry. Celle-ci prend sa source dans le département limitrophe de l'Yonne, sous le nom de Clairis, puis coule sous le nom de Bied près de La Selle-sur-le-Bied, et enfin se nomme Cléry à Griselles.

## Urbanisme

### Typologie
Au 1er janvier 2024, Griselles est catégorisée commune rurale à habitat dispersé, selon la nouvelle grille communale de densité à sept niveaux définie par l'Insee en 2022.
Elle est située hors unité urbaine et hors attraction des villes,.

### Occupation des sols
L'occupation des sols de la commune, telle qu'elle ressort de la base de données européenne d’occupation biophysique des sols Corine Land Cover (CLC), est marquée par l'importance des territoires agricoles (54,9 % en 2018), en diminution par rapport à 1990 (56,2 %). La répartition détaillée en 2018 est la suivante : 
terres arables (49,5 %), forêts (43,8 %), zones agricoles hétérogènes (5,4 %), zones urbanisées (1,2 %).
L'évolution de l’occupation des sols de la commune et de ses infrastructures peut être observée sur les différentes représentations cartographiques du territoire : la carte de Cassini (XVIIIe siècle), la carte d'état-major (1820-1866) et les cartes ou photos aériennes de l'IGN pour la période actuelle (1950 à aujourd'hui).

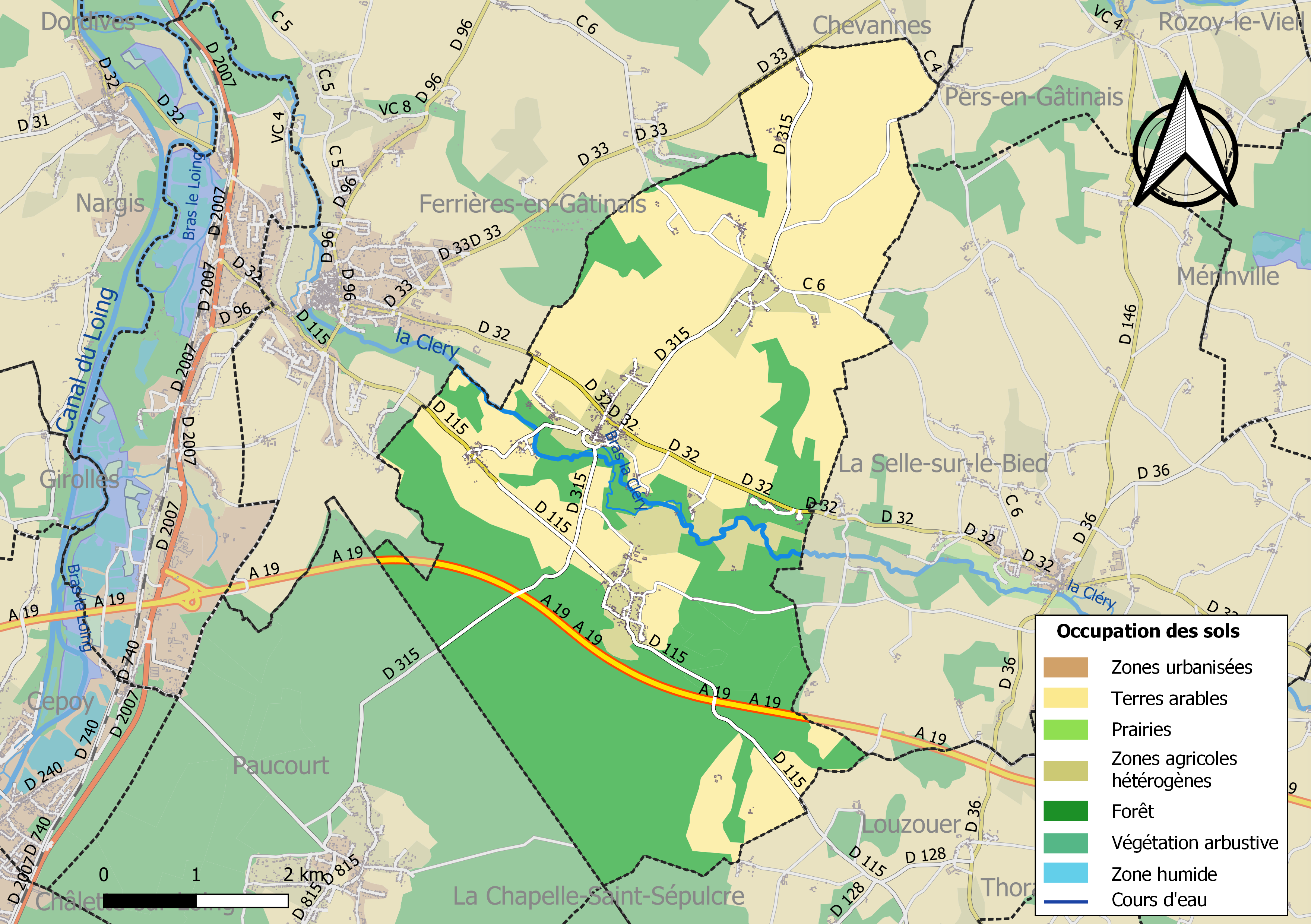
Carte des infrastructures et de l'occupation des sols de la commune en 2018 (CLC).
Carte orthophotographique de la commune en 2016.

### Voies de communication et transports

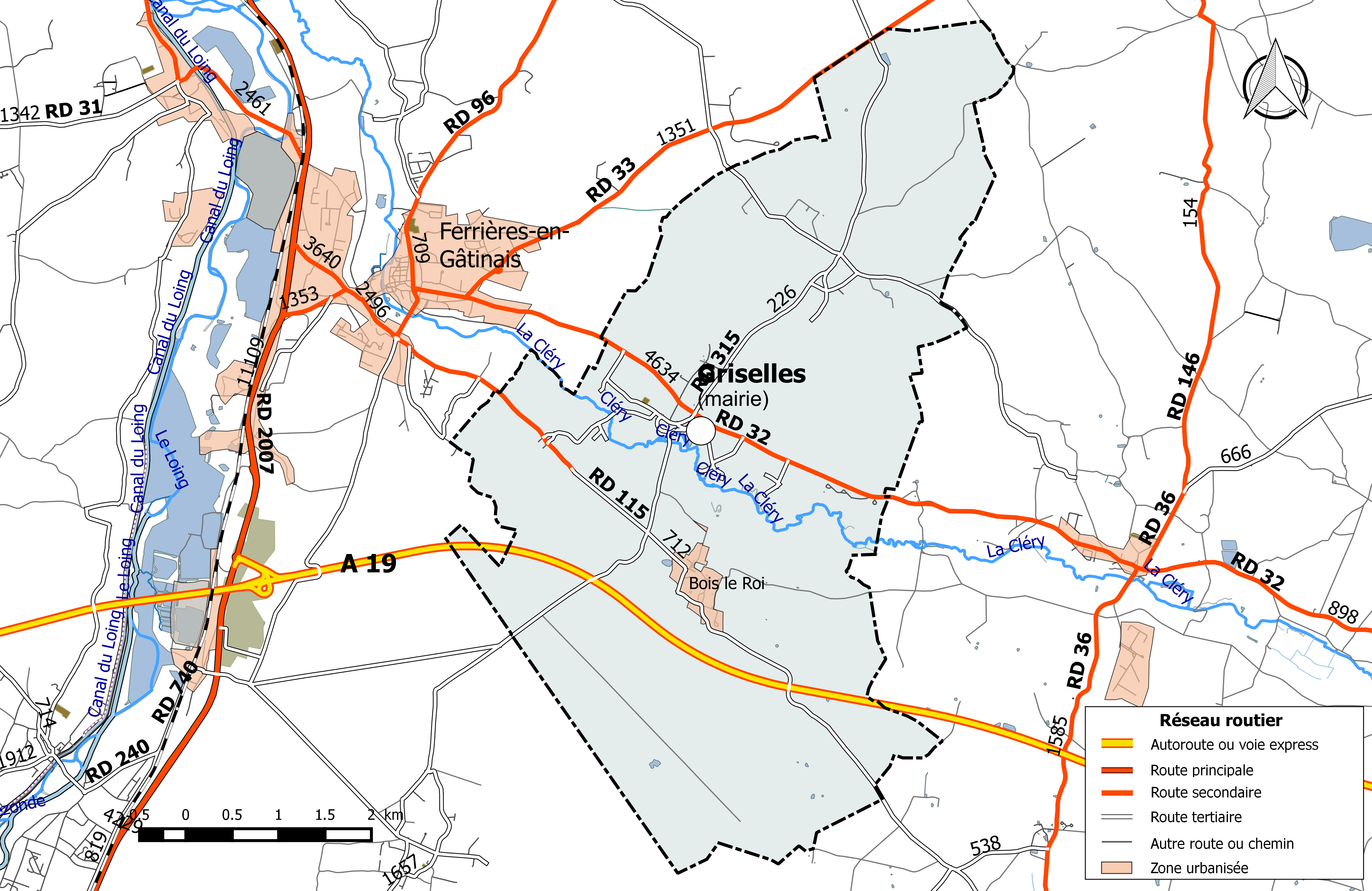
Réseau routier principal de la commune de Griselles (avec indication du trafic routier 2014).

### Risques naturels et technologiques
La commune de Griselles est vulnérable à différents aléas naturels : climatiques (hiver exceptionnel ou canicule), mouvements de terrains ou sismique (sismicité très faible). Elle est également exposée à un risque technologique : le risque de transport de matières dangereuses. 
Entre 1989 et 2019, cinq arrêtés ministériels ayant porté reconnaissance de catastrophe naturelle ont été pris pour le territoire de la commune  : trois  pour des inondations et coulées de boues et deux pour des mouvements de terrains.

#### Risques naturels
Le territoire de la commune peut être concerné par un risque d'effondrement de cavités souterraines non connues. Une cartographie départementale de l'inventaire des cavités souterraines et des désordres de surface a été réalisée. Il a été recensé sur la commune plusieurs effondrements de cavités.
Par ailleurs, le sol du territoire communal peut faire l'objet de mouvements de terrain liés à la sécheresse. Le phénomène de retrait-gonflement des argiles est la conséquence d'un changement d'humidité des sols argileux. Les argiles sont capables de fixer l'eau disponible mais aussi de la perdre en se rétractant en cas de sécheresse. Ce phénomène peut provoquer des dégâts très importants sur les constructions (fissures, déformations des ouvertures) pouvant rendre inhabitables certains locaux. Celui-ci a particulièrement affecté le Loiret après la canicule de l'été 2003. Une grande partie du territoire de la commune est soumise à un aléa « moyen » face à ce risque, selon l'échelle définie par le Bureau de recherches géologiques et minières (BRGM).
Depuis le 22 octobre 2010, la France dispose d’un nouveau zonage sismique divisant le territoire national en cinq zones de sismicité croissante. La commune, à l’instar de l’ensemble du département,  est concernée par un risque très faible.

#### Risques technologiques
La commune est exposée au risque de transport de matières dangereuses, en raison du passage sur son territoire d'une canalisation de gaz et d'un itinéraire routier structurant supportant un fort trafic (l'autoroute A19),.

## Toponymie
Attesté sous la forme latinisée de Eglisolis en 1251.
Il s'agit d'un dérivé en -eolas du terme ecclesia qui a donné église. Le suffixe -eola a subi l'attraction du suffixe -ella et /l/ est passé à /r/ comme souvent en français. Sa signification exacte est mal éclaircie « petite église » [?].
Homonymie avec Griselles (Côte D'Or), Glisolles (Eure), Grisolles (Aisne), etc.

## Histoire
Le hameau de Bois-le-Roi a été établi sur un grand domaine en 1068 lors de l'annexion par Philippe Ier du Gâtinais au domaine royal. Il existe alors trois domaines, ceux des Pagani, des Villani, et des Vituli. Après le Paganus de 1068, on trouve un Paganus Puer en 1138, puis en 1202 un Paganus de la Bolle Regis, un Godeffroy de Bois-le-Roi en 1272, et enfin en 1319 un Jean de Bois-le-Roi dont la veuve est Amelone de la Motte. Devant cette modification du nom de Paganus en Bois-le-Roi, signalons que c'est à Griselles qu'apparaît le nom de Bois-le-Roi en 1138 quand le roi Louis VII construit le château royal à côté des Payens et non avec le nom de Bois-le-Roi, en forêt de Fontainebleau, qui n'apparaît qu'en 1163.[réf. nécessaire]
La partie sud du territoire de la commune dépendait directement du roi.
En 1127, Louis XI fit don aux moines de l'abbaye de Ferrières du fief de Courvilaine.
À cette époque, il y avait quatre châteaux forts, aujourd'hui détruits. Tous ces châteaux furent très endommagés à la guerre de Cent Ans et notamment en 1358 lors du passage du brigand anglais Robert Knowles qui cantonnait avec ses troupes dans la région. Ils souffrirent également du passage des troupes de Condé, qui se livrèrent au pillage successivement en 1568 et 1569.[réf. nécessaire]

## Politique et administration

### Découpage territorial

#### Bloc communal: Commune et intercommunalités
La paroisse de Griselles acquiert le statut de municipalité avec le décret du 12 novembre 1789 de l'Assemblée nationale puis celui de « commune », au sens de l'administration territoriale actuelle, par le décret de la Convention nationale du 10 brumaire an II (31 octobre 1793). Il faut toutefois attendre la loi du 5 avril 1884 sur l'organisation municipale pour qu'un régime juridique uniforme soit défini pour toutes les communes de France, point de départ de l’affirmation progressive des communes face au pouvoir central.
Aucun événement de restructuration majeure du territoire, de type suppression, cession ou réception de territoire, n'a affecté la commune depuis sa création.

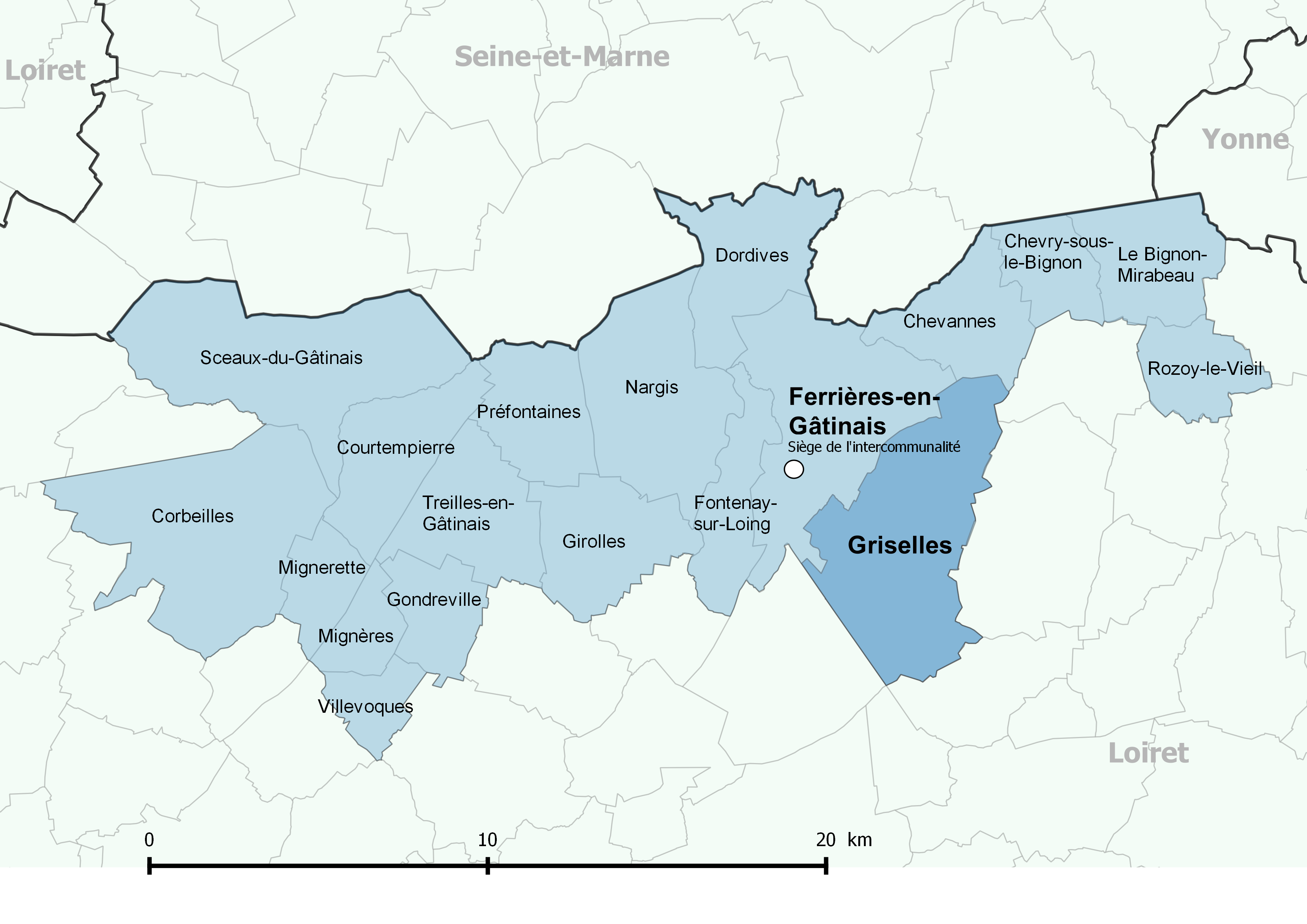
Localisation de la commune de Griselles dans la communauté de communes des Quatre Vallées.

La commune est membre de la communauté de communes des Quatre Vallées depuis sa création le 13 décembre 1996. Cette intercommunalité succède au SIVOM de Ferrières-en-Gâtinais, créé en mai 1966, et au SIVOM de Corbeilles.
La loi du 24 mars 2014 pour l'accès au logement et un urbanisme rénové, dite loi ALUR, fait évoluer de manière significative les compétences en matière d'urbanisme, dont certaines sont transférées de la commune à la communauté de communes.
La loi du 7 août 2015 portant nouvelle organisation territoriale de la République (dite loi NOTRe), visant une réduction du nombre d'intercommunalités en France, fait passer de 5 000 à 15 000 habitants, sauf exceptions, le seuil démographique minimal pour constituer une communauté de communes et a un impact sur les périmètres des intercommunalités du département du Loiret dont le nombre passe de 28 à 16. Mais la communauté de communes des Quatre Vallées ne voit pas son périmètre changer et la commune de Griselles en reste donc membre. Cette loi a toutefois un impact sur ses compétences avec l'attribution par exemple de la gestion des milieux aquatiques et de la prévention des inondations à partir du 1er janvier 2018.

#### Circonscriptions de rattachement
Sous l'Ancien Régime, à la veille des États généraux de 1789, la paroisse de Griselles était rattachée sur le plan ecclésiastique de l'ancien diocèse de Sens et sur le plan judiciaire au bailliage de Montargis.
La loi du 22 décembre 1789 divise le pays en 83 départements découpés chacun en six à neuf districts eux-mêmes découpés en cantons regroupant des communes. Les districts, tout comme les départements, sont le siège d’une administration d’État et constituent à ce titre des circonscriptions administratives. La commune de Griselles est alors incluse dans le canton de La Selle-sur-le-Bied, le district de Montargis et le département du Loiret.
La recherche d’un équilibre entre la volonté d’organiser une administration dont les cadres permettent l’exécution et le contrôle des lois d’une part, et la volonté d’accorder une certaine autonomie aux collectivités de base (paroisses, bourgs, villes) d’autre part, s’étale de 1789 à 1838. Les découpages territoriaux évoluent ensuite au gré des réformes visant à décentraliser ou recentraliser l'action de l'État. La régionalisation fonctionnelle des services de l'État (1945-1971) aboutit à la création de régions. L'acte I de la décentralisation de 1982-1983 constitue une étape importante en donnant l'autonomie aux collectivités territoriales, régions, départements et communes. L'acte II intervient en 2003-2006, puis l'acte III en 2012-2015.
Le tableau suivant présente les rattachements, au niveau infra-départemental, de la commune de Griselles aux différentes circonscriptions administratives et électorales ainsi que l'historique de l'évolution de leurs territoires.
| Circonscription             | Nom                  | Période   | Type                         | Évolution du découpage territorial |
| --------------------------- | -------------------- | --------- | ---------------------------- | --- |
| District                    | Montargis            | 1790-1795 | Administrative               | La commune est rattachée au district de Montargis de 1790 à 1795,. La Constitution du 5 fructidor an III, appliquée à partir de vendémiaire an IV (1795) supprime les districts, rouages administratifs liés à la Terreur, mais maintient les cantons qui acquièrent dès lors plus d'importance. |
| Canton                      | La Selle sur le Bied | 1790-1801 | Administrative et électorale | Le 10 février 1790, la municipalité de Griselles est rattachée au canton de La Selle sur le Bied. Les cantons acquièrent une fonction administrative avec la disparition des districts en 1795. |
| Canton                      | Ferrières            | 1801-2015 | Administrative et électorale | Sous le Consulat, un redécoupage territorial visant à réduire le nombre de justices de paix ramène le nombre de cantons dans le Loiret de 59 à 31. Griselles est alors rattachée par arrêté du 9 vendémiaire an X (30 septembre 1801) au canton de Ferrières,, qui devient canton de Ferrières-en-Gâtinais en 2001. |
| Canton                      | Courtenay            | 2015-     | Électorale                   | La loi du 17 mai 2013 et ses décrets d'application publiés en février et mars 2014 introduisent un nouveau découpage territorial pour les élections départementales. La commune est alors rattachée au nouveau canton de Courtenay. Depuis cette réforme, plus aucun service de l'État n'exerce sa compétence sur un territoire s'appuyant sur le nouveau découpage cantonal. Le canton a disparu en tant que circonscription administrative de l'État ; il est désormais uniquement une circonscription électorale dédiée à l'élection d'un binôme de conseillers départementaux siégeant au conseil départemental. |
| Arrondissement              | Montargis            | 1801-     | Administrative               | Griselles est rattachée à l'arrondissement de Montargis depuis sa création en 1801,. |
| Circonscription législative | 4e circonscription   | 2010-     | Électorale                   | Lors du découpage législatif de 1986, le nombre de circonscriptions législatives passe dans le Loiret de 4 à 5. Un nouveau redécoupage intervient en 2010 avec la loi du 23 février 2010. En attribuant un siège de député « par tranche » de 125 000 habitants, le nombre de circonscriptions par département varie désormais de 1 à 21,. Dans le Loiret, le nombre de circonscriptions passe de cinq à six. Griselles, initialement rattachée à la cinquième circonscription, est, après 2010, rattachée à la quatrième circonscription.                                                                           |

#### Collectivités de rattachement
La commune de Griselles est rattachée au département du Loiret et à la région Centre-Val de Loire, à la fois circonscriptions administratives de l'État et collectivités territoriales.

### Politique et administration municipales

#### Conseil municipal et maire

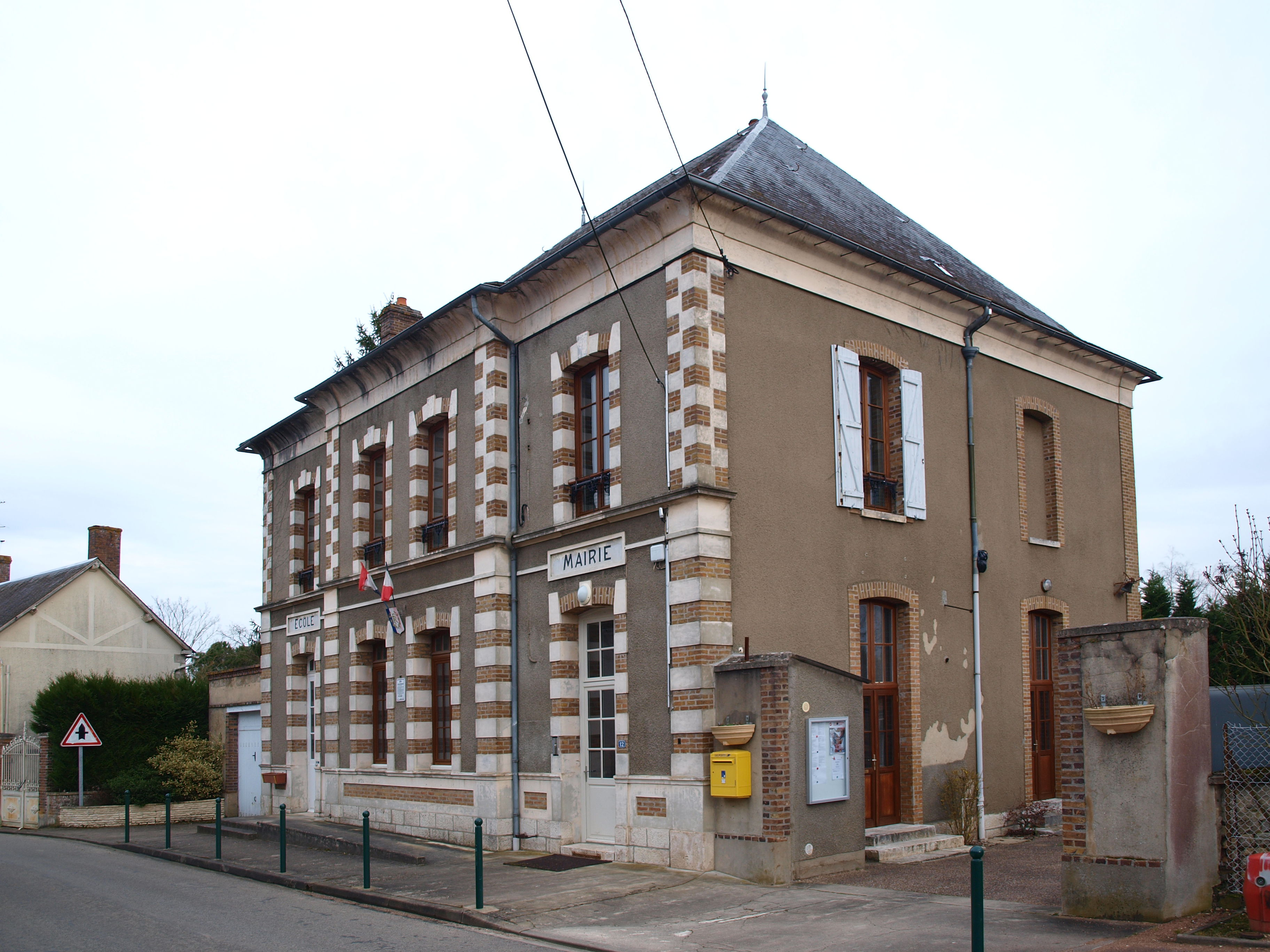
La mairie.

Depuis les élections municipales de 2014, le conseil municipal  de Griselles, commune de moins de 1 000 habitants, est élu au scrutin majoritaire plurinominal à deux tours, les électeurs pouvant modifier les listes, panacher, ajouter ou supprimer des candidats sans que le vote soit nul,  pour un mandat de six ans renouvelable. Il est composé de 15 membres. L'exécutif communal, est constitué par le maire, élu par le conseil municipal, parmi ses membres, pour un mandat de six ans, c'est-à-dire pour la durée du mandat du conseil.
| Période | Période  | Identité                        | Étiquette | Qualité                                                               |
| ------- | -------- | ------------------------------- | --------- | --------------------------------------------------------------------- |
| 1915    |          | Jules Huguet                    |           |                                                                       |
| 1818    |          | François-Joseph Laplace         |           |                                                                       |
| 1848    | 1860?    | Joseph de Villeneuve-Bargemon   |           |                                                                       |
| 1863    | 1866     | Charles-Ernest Comte De Brosses |           | Magistrat puis propriétaire Conseiller général du canton de Ferrières |
| 1871    | 1876     | François Besnault               |           |                                                                       |
| 1876    | 1878     | Charles Deroin                  |           |                                                                       |
| 1878    | 1884     | Pierre Lebert                   |           |                                                                       |
| 1884    | 1891     | Édouard Lamotte                 |           |                                                                       |
| 1899    | 1902     | Alphonse Drouet                 |           |                                                                       |
| 1902    | 1910     | Calixte Gabanelle               |           |                                                                       |
| 1910    | 1921     | René De Reviers                 |           |                                                                       |
| 1921    | 1924     | Ernest Pichon                   |           |                                                                       |
| 1924    | 1926     | Maurice Lefevre                 |           |                                                                       |
| 1926    | 1945     | Désiré Lebert                   |           |                                                                       |
| 1945    | 1958     | Louis Noret                     |           |                                                                       |
| 1958    | 1972     | Jean Daveau                     |           | agriculteur                                                           |
| 1972    | 1984     | Maurice Bougrat                 |           |                                                                       |
| 1984    | 1995     | Pierre Maisons                  |           | agriculteur                                                           |
| 1995    | 2010     | Jean-François Lepetit           |           | avocat                                                                |
| 2010    | 2020     | Gérard Guidat                   |           |                                                                       |
| 2020    | En cours | Claude Madec-Cleï               |           |                                                                       |

## Économie

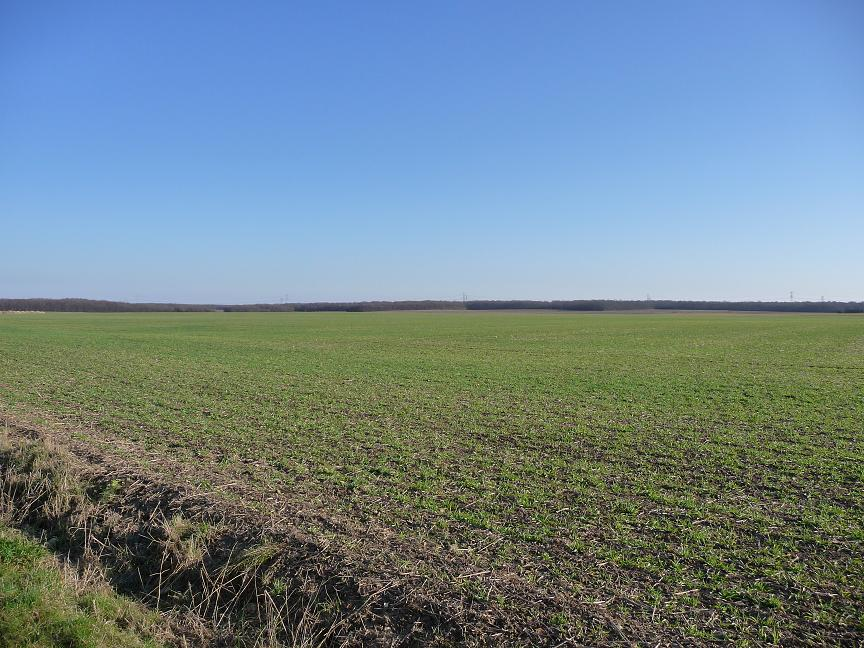
Griselles, commune céréalière.

La principale activité du village est l'agriculture céréalière.

## Équipements et services

### Environnement

#### Gestion des déchets
En 2016, la commune est membre du syndicat mixte de ramassage et de traitement des ordures ménagères (SMIRTOM) de Montargis, créé en 1968. Celui-ci assure la collecte et le traitement des ordures ménagères résiduelles, des emballages ménagers recyclables et des encombrants en porte à porte et du verre en points d’apport volontaire. Un réseau de trois déchèteries accueille les encombrants et autres déchets spécifiques (déchets verts, déchets dangereux, gravats, ferraille, cartons…). La déchèterie la plus proche est située sur la commune de Corquilleroy. Le SMIRTOM de Montargis procède également à l'élimination et la valorisation énergétique des déchets ménagers et de ceux issus de la collecte sélective dans l'unité d'Amilly, construite en 1969. Une convention de délégation du service public de traitement a été conclue en 2013 avec la société Novergie Centre, filiale énergie du Groupe Suez pour la valorisation énergétique des déchets.
Depuis le 1er janvier 2017, la « gestion des déchets ménagers » ne fait plus partie des compétences de la commune mais est une compétence obligatoire de la communauté de communes des Quatre Vallées en application de la loi NOTRe du 7 août 2015.

#### Production et distribution d'eau
Le service public d’eau potable est une compétence obligatoire des communes depuis l’adoption de la loi du 30 décembre 2006 sur l’eau et les milieux aquatiques. Au 31 décembre 2016, la production et la distribution de l'eau potable sur le territoire communal sont assurées par le syndicat des eaux de la Cléry et du Betz, un syndicat créé en 2013 desservant quinze communes : Bazoches-sur-le-Betz, Le Bignon-Mirabeau, Chantecoq, La Chapelle-Saint-Sépulcre, Chevannes, Chevry-sous-le-Bignon, Chuelles, Courtemaux, Ervauville, Foucherolles, Griselles, Louzouer, Mérinville, Pers-en-Gâtinais, Rosoy-le-Vieil, Saint-Hilaire-les-Andrésis, Saint-Loup-de-Gonois, La Selle-en-Hermoy, La Selle-sur-le-Bied et Thorailles,,.
La loi NOTRe du 7 août 2015 prévoit que le transfert des compétences « eau et assainissement » vers les communautés de communes sera obligatoire à compter du 1er janvier 2020. Le transfert d’une compétence entraîne  de  facto la mise à disposition gratuite de plein droit des biens, équipements et services publics utilisés, à la date du transfert, pour l'exercice de ces compétences et la substitution de la communauté dans les droits et obligations des communes,.

#### Assainissement
L’assainissement non collectif (ANC) désigne les installations individuelles de traitement des eaux domestiques qui ne sont pas desservies par un réseau public de collecte des eaux usées et qui doivent en conséquence traiter elles-mêmes leurs eaux usées avant de les rejeter dans le milieu naturel. En 2017, la communauté de communes des Quatre Vallées assure le service public d'assainissement non collectif (SPANC), qui a pour mission de vérifier la bonne exécution des travaux de réalisation et de réhabilitation, ainsi que le bon fonctionnement et l’entretien des installations,.

## Population et société

### Démographie
L'évolution du nombre d'habitants est connue à travers les recensements de la population effectués dans la commune depuis 1793. Pour les communes de moins de 10 000 habitants, une enquête de recensement portant sur toute la population est réalisée tous les cinq ans, les populations de référence des années intermédiaires étant quant à elles estimées par interpolation ou extrapolation. Pour la commune, le premier recensement exhaustif entrant dans le cadre du nouveau dispositif a été réalisé en 2008.
En 2022, la commune comptait 818 habitants, en évolution de +2,51 % par rapport à 2016 (Loiret : +1,89 %, France hors Mayotte : +2,11 %).
| 1793 | 1800 | 1806 | 1821 | 1831 | 1836 | 1841 | 1846 | 1851 |
| ---- | ---- | ---- | ---- | ---- | ---- | ---- | ---- | ---- |
| 536  | 463  | 542  | 582  | 677  | 710  | 802  | 843  | 894  |

| 1856 | 1861 | 1866 | 1872 | 1876 | 1881 | 1886 | 1891 | 1896 |
| ---- | ---- | ---- | ---- | ---- | ---- | ---- | ---- | ---- |
| 897  | 903  | 897  | 933  | 921  | 853  | 825  | 810  | 757  |

| 1901 | 1906 | 1911 | 1921 | 1926 | 1931 | 1936 | 1946 | 1954 |
| ---- | ---- | ---- | ---- | ---- | ---- | ---- | ---- | ---- |
| 686  | 716  | 671  | 561  | 561  | 562  | 554  | 541  | 519  |

| 1962 | 1968 | 1975 | 1982 | 1990 | 1999 | 2006 | 2008 | 2013 |
| ---- | ---- | ---- | ---- | ---- | ---- | ---- | ---- | ---- |
| 464  | 420  | 392  | 481  | 532  | 620  | 747  | 783  | 800  |

| 2018 | 2022 | - | - | - | - | - | - | - |
| ---- | ---- | - | - | - | - | - | - | - |
| 786  | 818  | - | - | - | - | - | - | - |

## Culture locale et patrimoine

### Lieux et monuments

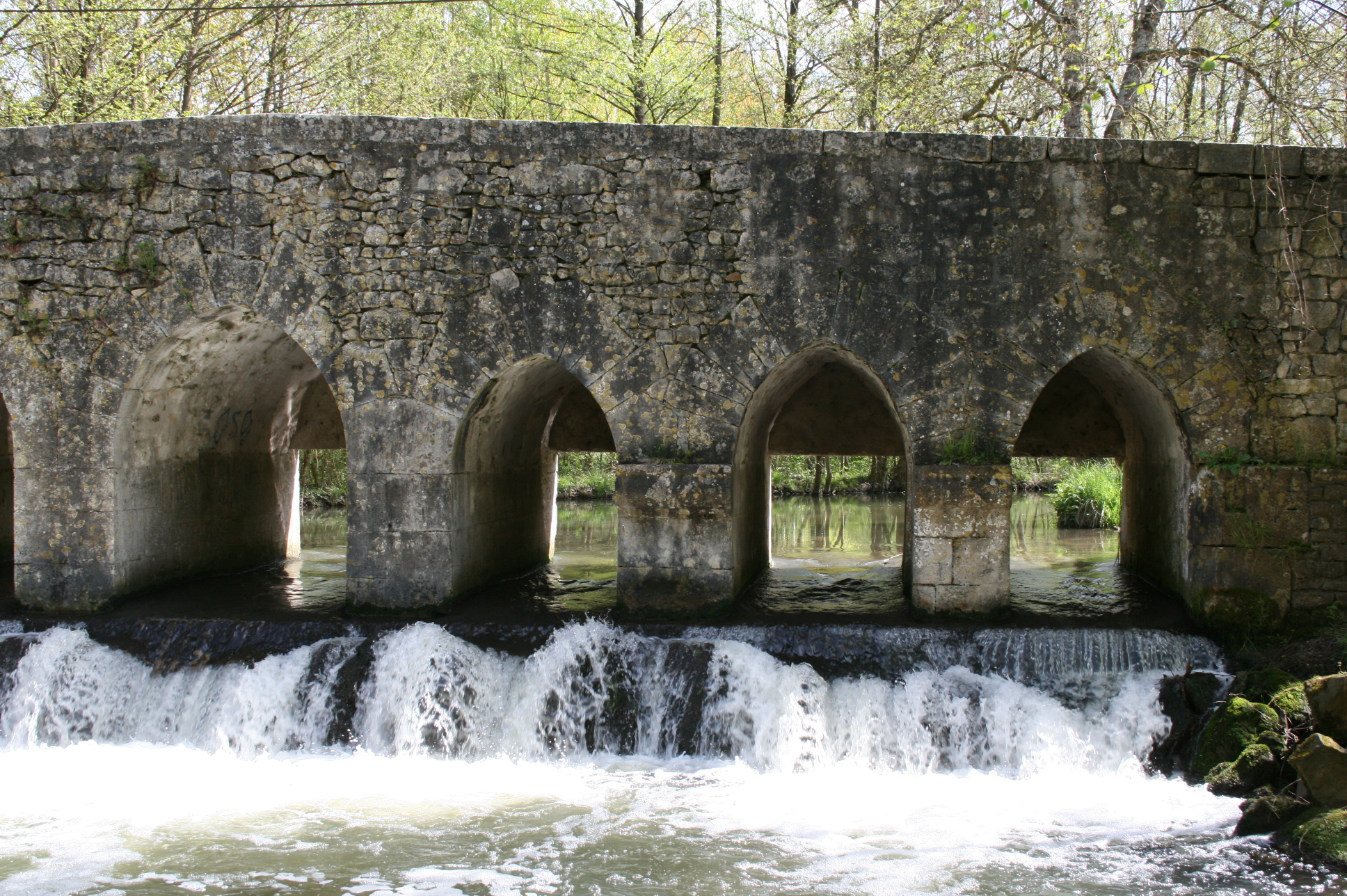
Pont du Gril de Corbelin.

- Le pont du Gril de Corbelin du XVe siècle, inscrit à l'inventaire des monuments historiques depuis le 3 octobre 1929[85].
- Le château de Bois-le-Roi, bâti à l'emplacement d'un ancien château fort ;
- Le château de la Fontaine, dans le hameau de Bois-le-Roi ;
- L'église Saint-Aignan restaurée en 1873 ;
- Le moulin des Aulnes[réf. nécessaire]
- Le moulin Tosset datant des XVe et XVIIe siècles, inscrit à l'inventaire des monuments historiques depuis le 3 septembre 1991[86] ;
- La forêt domaniale de Montargis.

### Patrimoine naturel

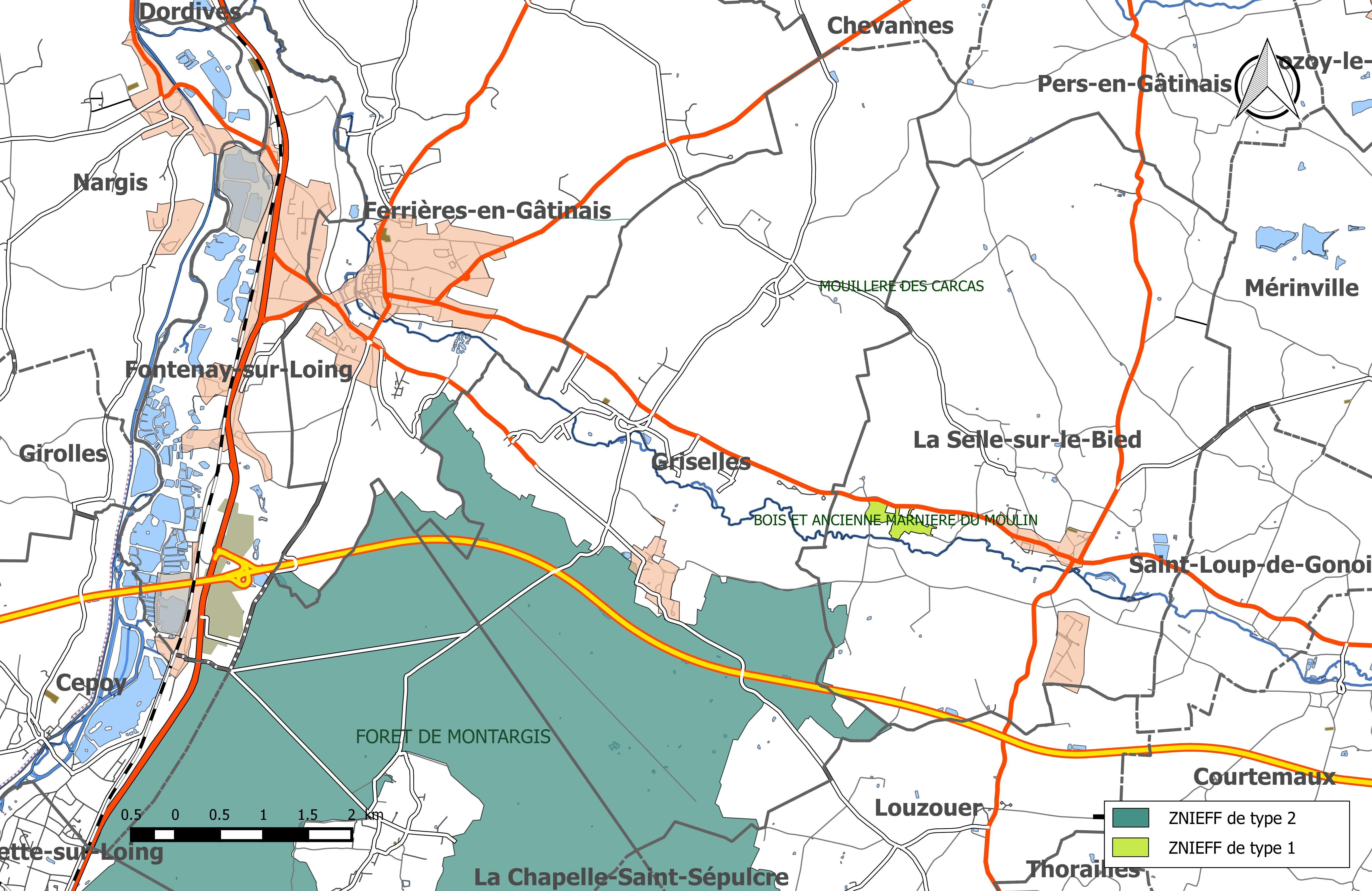
Carte des ZNIEFF de la commune et de ses abords.

L’inventaire des zones naturelles d'intérêt écologique, faunistique et floristique (ZNIEFF) a pour objectif de réaliser une couverture des zones les plus intéressantes sur le plan écologique, essentiellement dans la perspective d’améliorer la connaissance du patrimoine naturel national et de fournir aux différents décideurs un outil d’aide à la prise en compte de l’environnement dans l’aménagement du territoire. Le territoire communal de Griselles comprend une ZNIEFF.
La ZNIEFF, de deuxième génération et de type 2, dénommée forêt de Montargis, d'une superficie de 4 598 hectares, est répertoriée depuis 1985-86 pour ses intérêts écologiques et faunistiques. 
Elle s'étend sur 9 communes, dont Griselles pour la frange nord-est de la ZNIEFF correspondant à la partie sud-ouest de la commune. Son altitude varie entre 88 et 133 m. Le chêne est l'essence la plus représentée, toutefois, la chênaie-hêtraie est présente sous forme de stations de faible superficie. La flore se caractérise par la présence de végétaux associés aux sols acides comme la callune (Calluna vulgaris), la violette des chiens (Viola canina) ou la myrtille (vaccinium myrtillus), et aux sols neutres à légèrement alcalins sur calcaire ou marne (Rosa micrantha, la scille à deux feuilles  (Scilla bifolia), le céphalanthère à longues feuilles (Cephalanthera longifolia), le gaillet odorant (Galium odoratum). Un réseau complexe de mares (toutes ne sont pas en eau la même année) conduit à de notables déplacements d'amphibiens en période de reproduction. Le nord-est du massif est ainsi directement concerné. Le nord du massif, nettement relié à la vallée de la Clairis correspond également à un secteur de mouvements importants de mammifères grands et petits ainsi que pour l'avifaune. L' intérêt pour les chiroptères semble s'être déplacé durant les années vers la vallée de la Clairis.
La forêt de Montargis est gérée par l'Office national des forêts.

### Héraldique
| Blason de Griselles | Blason  | Coupé : au 1er d'azur à un pont de quatre arches ogivales d'argent maçonné de sable et surmonté en flancs de deux fleurs de lys d'or, au 2d d'or à une crosse contournée de gueules accostée de deux feuilles de chêne de sinople. |
| Blason de Griselles | Détails | Le statut officiel du blason reste à déterminer. |